# Údolí kostí
Údolí kostí (anglicky Valley of Bones) je kniha amerického spisovatele Michaela Grubera, která vyšla v lednu 2005.
Román je druhým v pořadí s hlavním hrdinou se jménem Jimmy Paz.